# 위 혜왕
위 혜왕(魏 惠王, 기원전 400년 ~ 기원전 334년)은 중국 전국 시대 위나라의 제3대 군주(재위: 기원전 370년 ~ 기원전 334년)이다. 혜성왕(惠成王)으로 불리기도 한다. 맹자에서는 양 혜왕(梁 惠王)으로 기록되었고, 장자에는 문혜군(文惠君)으로 기록되어 있다. 성은 희(姬). 씨는 위(魏). 휘는 앵(罃)이다.

## 생애
위 무후의 적자로 태어났다. 무후의 사후, 이복형 공자 중완(仲緩)과의 왕위 다툼에서 승리하여 그를 죽이고 즉위하였다. 위는 당시 최대의 세력을 자랑하고 있었지만, 중원 대륙 중앙에 위치한 관계로 주위의 강국들이 둘러싸고 있는 형국이었다. 무후의 재위 말기에는 영토 확장을 위해서는 타국으로 쳐들어갈 수 밖에 없는 상황이었고, 끊어지지 않는 전쟁으로 인해 국정은 심히 암울한 상태였다.
즉위 이후, 조와 제의 개입을 허락하였고, 진, 송, 한등과도 싸움이 그칠 날이 없었고, 국력을 신장시키는 것이 불투명한 상황이었다. 이에 대한 해결 안으로, 공족인 재상 공숙 좌(公叔 座)가 임종 직전, 자신의 세객인 공손앙을 추천하며, "신이 죽은 후에, 세객인 공손앙을 재상으로 삼아주십시오. 반드시 위나라를 강대국으로 만들어 줄 것입니다. 만약, 이자를 등용해 주시지 않는 경우에는, 지금이라도 공손앙을 죽여서 후환을 없애야 하나이다. 만약 타국이 등용해 버리면, 위나라에 대단히 큰 위협이 될 것입니다"라고 유언하였으나, 혜왕은 공숙좌가 자신을 모독하여 이런 일을 말하는 것이라 생각하고, 이를 듣지 않고 공손앙을 등용하지도, 살해하지도 않았다.
혜왕의 말을 듣고 실망한 공손앙은 진나라(秦)로 떠나 진 효공을 찾아가서 진나라의 재상으로 등용되어 변법을 추진하였고, 이를 통해 진나라의 국정을 크게 개혁, 진나라는 강국이 되었다. 이 공적으로 인해 공손앙은 상(商) 지역을 영지로 받고, "상앙"으로 불리게 된다. 강국이 된 진나라는 수시로 위의 국경을 넘어섰고, 진나라의 침공으로 위는 서서히 영토를 빼앗기게 된다.
기원전 341년, 마릉 전투에서 위나라군은 전기(田忌) · 손빈(孫臏)이 지휘하는 제나라군에 대패하였다. 이 전투로 상장군 방연이 전사하고, 혜왕의 적자 태자 신(申)이 포로로 사로잡히는 엄청난 패배를 당한다. 이 기회를 놓치지 않은 진나라의 상앙은 이듬해(기원전 340년), 재빠르게 서쪽으로 침공하였다. 상앙은 그와 친교가 있던 총대장 공자 앙(卭)을 속여 포로로 잡아 대승을 거두었고, 이 전쟁의 여파로 위나라는 안읍(安邑)에서 동쪽인 대량(大梁)으로 천도하게 되었다. 이후, 위나라는 양나라(梁)도 불리게 된다. 이와 같은 패전 소식으로 실의에 잠겨있던 혜왕은 태자 신의 동생 공자 혁(赫)을 세자로 책봉하였다. 혜왕은 "그 때에 공숙 좌의 말을 듣고, 공손앙을 처형을 하였으면, 이렇게 되지 않을 것이다." 라고 말하며, 상앙을 죽이지 못한 것을 많이 후회하였다.
거듭되는 패전에 의해서, 위나라는 점차 쇠약해져 한나라와 함께 제나라에 복속하게 되어, 위 문후이후 지속적으로 계승되어 오던 전국시대의 패권을 잃게 되었다. 혜왕은 기원전 334년에 숙환으로 67세의 나이에 사망했다.
| 전 임 위 무후(魏 武侯) | 제3대 중국 전국시대 위나라의 군주 기원전 370년 ~ 기원전 334년 | 후 임 위 양왕(魏 襄王) |